# Zalmoxes
Zalmoxes (il cui nome fa riferimento al dio balcanico Zalmoxis) è un genere estinto di dinosauro ornitopode rhabdodontide vissuto nel Cretaceo superiore, circa 70-65 milioni di anni fa (Maastrichtiano), sull'Isola di Haţeg, in quella che oggi è la Romania. Il genere è noto da campioni originariamente identificati come la specie Mochlodon suessi nel 1899 da Franz Nopcsa, prima di essere riclassificati come Rhabdodon robustum da Nopcsa nel 1915. Nel 1990 questa specie è stata corretta in Rhabdodon robustus da George Olshevsky, e nel 2003 la specie è stata ancora una volta riclassificata, questa volta come la specie tipo Zalmoxes robustus, il cui nome specifico, robustus, si riferisce alla durezza dei denti. Nel 2003 è stata nominata un'altra specie, Zalmoxes shqiperorum, che invece prende il nome dalla pronuncia albanese di Albania.

## Descrizione
Lo Zalmoxes era un piccolo bipede erbivoro, dotato di una testa relativamente grande e triangolare che finiva in un becco. Lo Z. shqiperorum è la specie più grande, conosciuta principalmente per subadulti, potendo raggiungere i 2,5 metri (8.2 piedi) di lunghezza, mentre gli esemplari più giovani arrivavano a 1,2 metri (3.9 piedi) di lunghezza; la specie Z. robustus raggiungeva invece i 2-2,4 metri (6,6-7,9 piedi) di lunghezza. Una specie indeterminata di Zalmoxes, potrebbe aver raggiunto dimensioni anche maggiori, con una lunghezza massima di 2,9 metri (9.5 piedi). Sebbene Nopcsa pensasse che la ridotta taglio dello Zalmoxes fosse dovuta all'effetto del nanismo insulare, Attila Osi e colleghi pensano che tali dimensioni si avvicinino di più alle dimensioni dell'antenato dei rhabdodontidi, mentre il più grande Rhabdodon e il più piccolo Mochlodon rappresentino rispettivamente un esempio di gigantismo e nanismo. Tuttavia, prendendo singolarmente le specie di Zalmoxes, si può notare come Z. shqiperorum rimanga nelle dimensioni standard a metà tra Orodromeus e Tenontosaurus, mentre Z. robustus effettivamente aver subito un lieve effetto di nanismo.

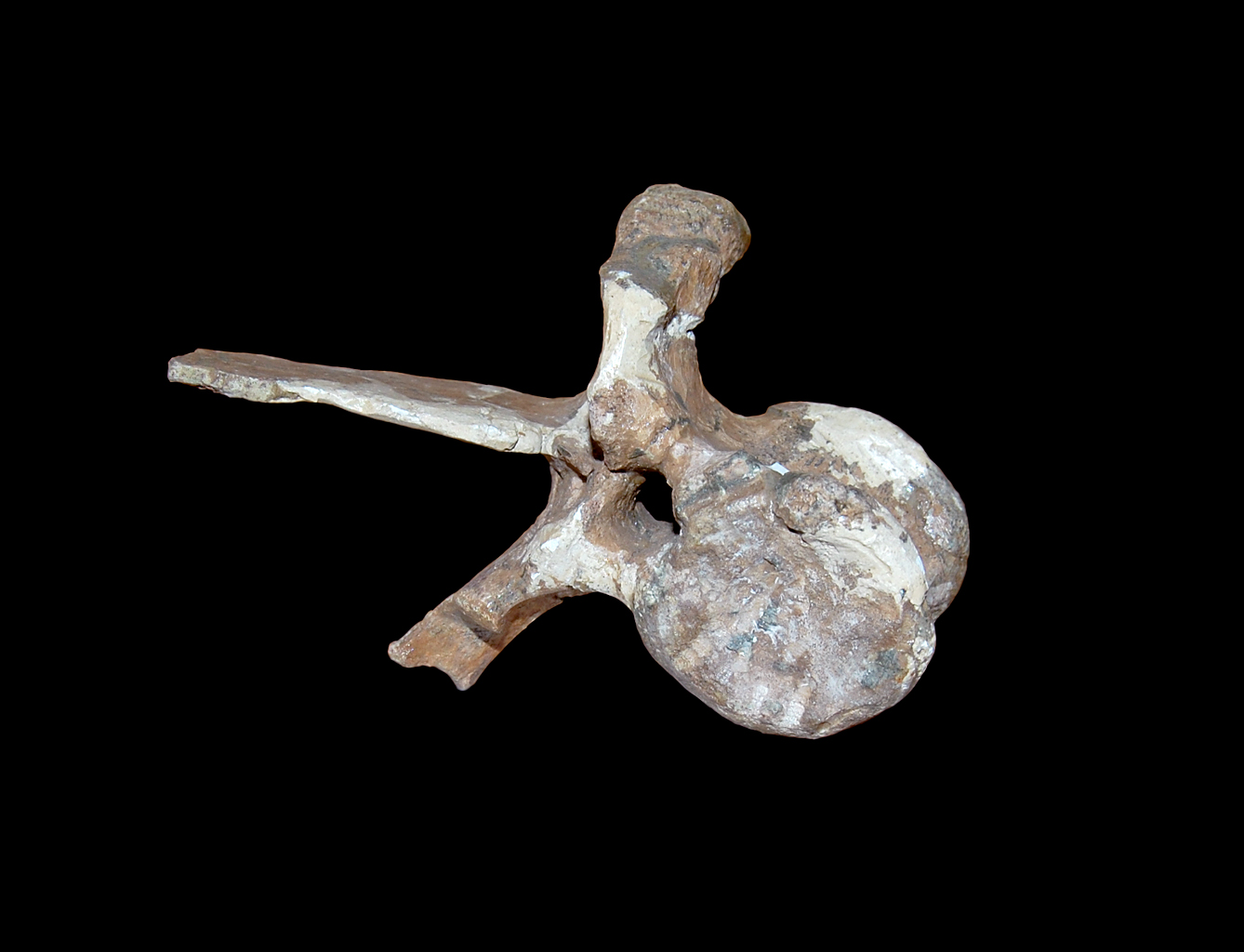
Vertebra caudale, al Deva Natural History Museum

La specie Z. robustus è noto da circa l'80% del suo cranio. Tuttavia, non mai stato ritrovato un cranio articolato, e la maggior parte delle ossa non sono sovrapposte e si trovano spesso isolate. Weishampel et al. hanno scoperto che questi resti probabilmente rappresentano un singolo individuo, in quanto le ossa provengono dalla stessa formazione. La specie è nota per quattro individui, identificati da Nopcsa, e da questi esemplari si può notare che vi sono diverse variazioni individuali tra i diversi esemplari. Come per il materiale cranico, anche le vertebre di Z. robustus si trovano spesso isolate. Tuttavia buona parte della colonna vertebrale è stata identificato e documentata. L'osso sacro comprende tre vertebre sacrali, con due sacrodorsali (vertebre dorsali del sacro) e tre sacrocaudali (vertebre caudale del sacro). Le ossa degli arti e della cintura scapolare sono ben conservate, con la mancanza solo dei piedi e delle mani.
Sebbene sia meno conosciuto di Z. robustus, la specie Z. shqiperorum è invece conosciuta da una porzione relativamente grande dello scheletro. Sono noti solo due scheletri quasi completi, l'olotipo, rappresentato da un adulto, e un esemplare più giovane. La mandibola era relativamente corta rispetto a quella di Z. robustus, anche se è molto più grande. Nel campione più giovane erano già presenti dei tendini ossificati, dimostrando che erano circolari o ellittici in sezione trasversale. Le vertebre cervicali, dorsali e caudali sono note da Z. shqiperorum, anche se le primi due sono rappresentate solo all'interno del materiale giovanile. Un osso sacro articolato completo è noto in Z. shqiperorum, con tre vertebre e almeno due sacrodorsali. Purtroppo anche questa specie manca di mani e piedi, anche se sono note un metatarso e alcune falangi.

## Classificazione

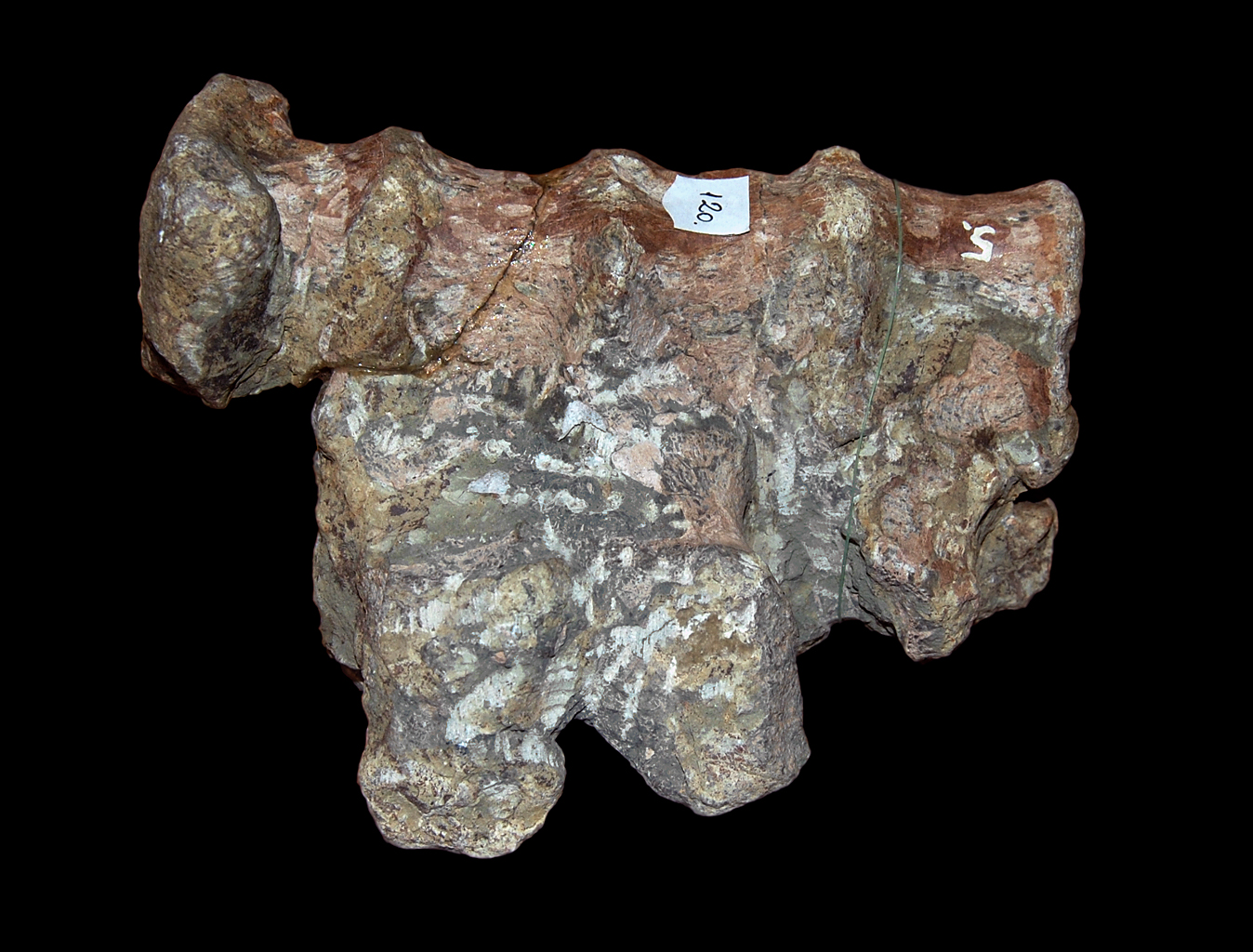
Osso sacro articolato di Zalmoxes

Sia il Mochlodon, Rhabdodon e Zalmoxes hanno avuto per lungo tempo un posizionamento filogenetico incerto, venendo spostati più volte in diverse famiglie. Nopcsa (1901) considerava il Mochlodon un Kalodontidae, una famiglia ormai considerata parafiletica. Successivamente, Nopcsa (1901) deferì il genere nella famiglia dei Hypsilophodontidae, suggerendo una certa affinità con Camptosaurus. Nel 1915, Nopcsa si rese conto che il Rhabdodon e Mochlodon potessero essere congenerici, ponendoli entrambi nella famiglia dei Camptosauridae.
Nel successivo mezzo secolo, alcuni studiosi tassonomici rimasero indecisi se riclassificare Rhabdodon e Mochlodon come congenerici, o come Camptosauridae o come Iguanodontidae. Dal 1980 al 1990, i paleontologi capirono che il nome Rhabdodon era già in uso per un serpente, e quindi utilizzato il nome Mochlodon suessi per tutti i resti di ciascuno dei due generi, ponendoli come hypsilophodontidi o dryosauridi. Tuttavia, Paul Sereno (1986) contestualizzo tale scelta affermando che Rhabdodon e Mochlodon dovessero rimanere separati e all'interno di Iguanodontia. L'ICZN (1988) risolse questa complicazione, scegliendo Rhabdodon come prioritario sopra Mochlodon. Da questa pubblicazione, gli scienziati hanno iniziato a classificare Rhabdodon e Mochlodon all'interno di Euornithopoda. Nel 2003, Weishampel et al. nominò una nuova famiglia per Mochlodon, Rhabdodon e il nuovo genere Zalmoxes: questa famiglia, i rhabdodontidae, è classificata come derivata all'interno di iguanodontia. Ulteriori studi sostennero questa posizione di rhabdodontidae, filogeneticamente tra Talenkauen e Tenontosaurus.
</references>
Questi sono due possibili cladogrammi di due separate analisi filogenetiche di rhabdodontidae di McDonald et al. (2010; a sinistra), e Osi et al. (2012; a destra).
|  | Muttaburrasaurus                                       |
|  |                                                        |
|  | Rhabdodon                                              |
|  |                                                        |
|  | \| \| Mochlodon \| \| \| \| \| \| Zalmoxes \| \| \| \| |
|  |                                                        |
|  | Mochlodon                                              |
|  |                                                        |
|  | Zalmoxes                                               |
|  |                                                        |

|  | Mochlodon |
|  |           |
|  | Zalmoxes  |
|  |           |

|  | Tenontosaurus |
|  |               |
|  | Dryomorpha    |
|  |               |

|  | Muttaburrasaurus                                       |
|  |                                                        |
|  | Rhabdodon                                              |
|  |                                                        |
|  | \| \| Mochlodon \| \| \| \| \| \| Zalmoxes \| \| \| \| |
|  |                                                        |
|  | Mochlodon                                              |
|  |                                                        |
|  | Zalmoxes                                               |
|  |                                                        |

|  | Mochlodon |
|  |           |
|  | Zalmoxes  |
|  |           |

|  | Tenontosaurus |
|  |               |
|  | Dryomorpha    |
|  |               |

|  | Muttaburrasaurus                                       |
|  |                                                        |
|  | Rhabdodon                                              |
|  |                                                        |
|  | \| \| Mochlodon \| \| \| \| \| \| Zalmoxes \| \| \| \| |
|  |                                                        |
|  | Mochlodon                                              |
|  |                                                        |
|  | Zalmoxes                                               |
|  |                                                        |

|  | Mochlodon |
|  |           |
|  | Zalmoxes  |
|  |           |

|  | Tenontosaurus |
|  |               |
|  | Dryomorpha    |
|  |               |

|  | Muttaburrasaurus                                       |
|  |                                                        |
|  | Rhabdodon                                              |
|  |                                                        |
|  | \| \| Mochlodon \| \| \| \| \| \| Zalmoxes \| \| \| \| |
|  |                                                        |
|  | Mochlodon                                              |
|  |                                                        |
|  | Zalmoxes                                               |
|  |                                                        |

|  | Mochlodon |
|  |           |
|  | Zalmoxes  |
|  |           |

|  | Tenontosaurus |
|  |               |
|  | Dryomorpha    |
|  |               |

|  | Muttaburrasaurus                                       |
|  |                                                        |
|  | Rhabdodon                                              |
|  |                                                        |
|  | \| \| Mochlodon \| \| \| \| \| \| Zalmoxes \| \| \| \| |
|  |                                                        |
|  | Mochlodon                                              |
|  |                                                        |
|  | Zalmoxes                                               |
|  |                                                        |

|  | Mochlodon |
|  |           |
|  | Zalmoxes  |
|  |           |

|  | Tenontosaurus |
|  |               |
|  | Dryomorpha    |
|  |               |

|  | Muttaburrasaurus                                       |
|  |                                                        |
|  | Rhabdodon                                              |
|  |                                                        |
|  | \| \| Mochlodon \| \| \| \| \| \| Zalmoxes \| \| \| \| |
|  |                                                        |
|  | Mochlodon                                              |
|  |                                                        |
|  | Zalmoxes                                               |
|  |                                                        |

|  | Mochlodon |
|  |           |
|  | Zalmoxes  |
|  |           |

|  | Tenontosaurus |
|  |               |
|  | Dryomorpha    |
|  |               |

|  | Muttaburrasaurus                                       |
|  |                                                        |
|  | Rhabdodon                                              |
|  |                                                        |
|  | \| \| Mochlodon \| \| \| \| \| \| Zalmoxes \| \| \| \| |
|  |                                                        |
|  | Mochlodon                                              |
|  |                                                        |
|  | Zalmoxes                                               |
|  |                                                        |

|  | Mochlodon |
|  |           |
|  | Zalmoxes  |
|  |           |

|  | Tenontosaurus |
|  |               |
|  | Dryomorpha    |
|  |               |

|  | Muttaburrasaurus                                       |
|  |                                                        |
|  | Rhabdodon                                              |
|  |                                                        |
|  | \| \| Mochlodon \| \| \| \| \| \| Zalmoxes \| \| \| \| |
|  |                                                        |
|  | Mochlodon                                              |
|  |                                                        |
|  | Zalmoxes                                               |
|  |                                                        |

|  | Mochlodon |
|  |           |
|  | Zalmoxes  |
|  |           |

|  | Tenontosaurus |
|  |               |
|  | Dryomorpha    |
|  |               |

|  | Dryomorpha    |
|  |               |
|  | Tenontosaurus |
|  |               |

|  | Rhabdodon                                              |
|  |                                                        |
|  | \| \| Mochlodon \| \| \| \| \| \| Zalmoxes \| \| \| \| |
|  |                                                        |
|  | Mochlodon                                              |
|  |                                                        |
|  | Zalmoxes                                               |
|  |                                                        |

|  | Mochlodon |
|  |           |
|  | Zalmoxes  |
|  |           |

|  | Dryomorpha    |
|  |               |
|  | Tenontosaurus |
|  |               |

|  | Rhabdodon                                              |
|  |                                                        |
|  | \| \| Mochlodon \| \| \| \| \| \| Zalmoxes \| \| \| \| |
|  |                                                        |
|  | Mochlodon                                              |
|  |                                                        |
|  | Zalmoxes                                               |
|  |                                                        |

|  | Mochlodon |
|  |           |
|  | Zalmoxes  |
|  |           |

|  | Dryomorpha    |
|  |               |
|  | Tenontosaurus |
|  |               |

|  | Rhabdodon                                              |
|  |                                                        |
|  | \| \| Mochlodon \| \| \| \| \| \| Zalmoxes \| \| \| \| |
|  |                                                        |
|  | Mochlodon                                              |
|  |                                                        |
|  | Zalmoxes                                               |
|  |                                                        |

|  | Mochlodon |
|  |           |
|  | Zalmoxes  |
|  |           |

|  | Dryomorpha    |
|  |               |
|  | Tenontosaurus |
|  |               |

|  | Rhabdodon                                              |
|  |                                                        |
|  | \| \| Mochlodon \| \| \| \| \| \| Zalmoxes \| \| \| \| |
|  |                                                        |
|  | Mochlodon                                              |
|  |                                                        |
|  | Zalmoxes                                               |
|  |                                                        |

|  | Mochlodon |
|  |           |
|  | Zalmoxes  |
|  |           |

|  | Dryomorpha    |
|  |               |
|  | Tenontosaurus |
|  |               |

|  | Rhabdodon                                              |
|  |                                                        |
|  | \| \| Mochlodon \| \| \| \| \| \| Zalmoxes \| \| \| \| |
|  |                                                        |
|  | Mochlodon                                              |
|  |                                                        |
|  | Zalmoxes                                               |
|  |                                                        |

|  | Mochlodon |
|  |           |
|  | Zalmoxes  |
|  |           |

|  | Dryomorpha    |
|  |               |
|  | Tenontosaurus |
|  |               |

|  | Rhabdodon                                              |
|  |                                                        |
|  | \| \| Mochlodon \| \| \| \| \| \| Zalmoxes \| \| \| \| |
|  |                                                        |
|  | Mochlodon                                              |
|  |                                                        |
|  | Zalmoxes                                               |
|  |                                                        |

|  | Mochlodon |
|  |           |
|  | Zalmoxes  |
|  |           |

|  | Dryomorpha    |
|  |               |
|  | Tenontosaurus |
|  |               |

|  | Rhabdodon                                              |
|  |                                                        |
|  | \| \| Mochlodon \| \| \| \| \| \| Zalmoxes \| \| \| \| |
|  |                                                        |
|  | Mochlodon                                              |
|  |                                                        |
|  | Zalmoxes                                               |
|  |                                                        |

|  | Mochlodon |
|  |           |
|  | Zalmoxes  |
|  |           |

|  | Dryomorpha    |
|  |               |
|  | Tenontosaurus |
|  |               |

|  | Rhabdodon                                              |
|  |                                                        |
|  | \| \| Mochlodon \| \| \| \| \| \| Zalmoxes \| \| \| \| |
|  |                                                        |
|  | Mochlodon                                              |
|  |                                                        |
|  | Zalmoxes                                               |
|  |                                                        |

|  | Mochlodon |
|  |           |
|  | Zalmoxes  |
|  |           |

|  | Dryomorpha    |
|  |               |
|  | Tenontosaurus |
|  |               |

|  | Rhabdodon                                              |
|  |                                                        |
|  | \| \| Mochlodon \| \| \| \| \| \| Zalmoxes \| \| \| \| |
|  |                                                        |
|  | Mochlodon                                              |
|  |                                                        |
|  | Zalmoxes                                               |
|  |                                                        |

|  | Mochlodon |
|  |           |
|  | Zalmoxes  |
|  |           |

|  | Dryomorpha    |
|  |               |
|  | Tenontosaurus |
|  |               |

|  | Rhabdodon                                              |
|  |                                                        |
|  | \| \| Mochlodon \| \| \| \| \| \| Zalmoxes \| \| \| \| |
|  |                                                        |
|  | Mochlodon                                              |
|  |                                                        |
|  | Zalmoxes                                               |
|  |                                                        |

|  | Mochlodon |
|  |           |
|  | Zalmoxes  |
|  |           |

|  | Dryomorpha    |
|  |               |
|  | Tenontosaurus |
|  |               |

|  | Rhabdodon                                              |
|  |                                                        |
|  | \| \| Mochlodon \| \| \| \| \| \| Zalmoxes \| \| \| \| |
|  |                                                        |
|  | Mochlodon                                              |
|  |                                                        |
|  | Zalmoxes                                               |
|  |                                                        |

|  | Mochlodon |
|  |           |
|  | Zalmoxes  |
|  |           |

|  | Dryomorpha    |
|  |               |
|  | Tenontosaurus |
|  |               |

|  | Rhabdodon                                              |
|  |                                                        |
|  | \| \| Mochlodon \| \| \| \| \| \| Zalmoxes \| \| \| \| |
|  |                                                        |
|  | Mochlodon                                              |
|  |                                                        |
|  | Zalmoxes                                               |
|  |                                                        |

|  | Mochlodon |
|  |           |
|  | Zalmoxes  |
|  |           |

|  | Dryomorpha    |
|  |               |
|  | Tenontosaurus |
|  |               |

|  | Rhabdodon                                              |
|  |                                                        |
|  | \| \| Mochlodon \| \| \| \| \| \| Zalmoxes \| \| \| \| |
|  |                                                        |
|  | Mochlodon                                              |
|  |                                                        |
|  | Zalmoxes                                               |
|  |                                                        |

|  | Mochlodon |
|  |           |
|  | Zalmoxes  |
|  |           |

|  | Dryomorpha    |
|  |               |
|  | Tenontosaurus |
|  |               |

|  | Rhabdodon                                              |
|  |                                                        |
|  | \| \| Mochlodon \| \| \| \| \| \| Zalmoxes \| \| \| \| |
|  |                                                        |
|  | Mochlodon                                              |
|  |                                                        |
|  | Zalmoxes                                               |
|  |                                                        |

|  | Mochlodon |
|  |           |
|  | Zalmoxes  |
|  |           |

|  | Dryomorpha    |
|  |               |
|  | Tenontosaurus |
|  |               |

|  | Rhabdodon                                              |
|  |                                                        |
|  | \| \| Mochlodon \| \| \| \| \| \| Zalmoxes \| \| \| \| |
|  |                                                        |
|  | Mochlodon                                              |
|  |                                                        |
|  | Zalmoxes                                               |
|  |                                                        |

|  | Mochlodon |
|  |           |
|  | Zalmoxes  |
|  |           |

|  | Dryomorpha    |
|  |               |
|  | Tenontosaurus |
|  |               |

|  | Rhabdodon                                              |
|  |                                                        |
|  | \| \| Mochlodon \| \| \| \| \| \| Zalmoxes \| \| \| \| |
|  |                                                        |
|  | Mochlodon                                              |
|  |                                                        |
|  | Zalmoxes                                               |
|  |                                                        |

|  | Mochlodon |
|  |           |
|  | Zalmoxes  |
|  |           |

|  | Dryomorpha    |
|  |               |
|  | Tenontosaurus |
|  |               |

|  | Rhabdodon                                              |
|  |                                                        |
|  | \| \| Mochlodon \| \| \| \| \| \| Zalmoxes \| \| \| \| |
|  |                                                        |
|  | Mochlodon                                              |
|  |                                                        |
|  | Zalmoxes                                               |
|  |                                                        |

|  | Mochlodon |
|  |           |
|  | Zalmoxes  |
|  |           |

|  | Dryomorpha    |
|  |               |
|  | Tenontosaurus |
|  |               |

|  | Rhabdodon                                              |
|  |                                                        |
|  | \| \| Mochlodon \| \| \| \| \| \| Zalmoxes \| \| \| \| |
|  |                                                        |
|  | Mochlodon                                              |
|  |                                                        |
|  | Zalmoxes                                               |
|  |                                                        |

|  | Mochlodon |
|  |           |
|  | Zalmoxes  |
|  |           |

|  | Dryomorpha    |
|  |               |
|  | Tenontosaurus |
|  |               |

|  | Rhabdodon                                              |
|  |                                                        |
|  | \| \| Mochlodon \| \| \| \| \| \| Zalmoxes \| \| \| \| |
|  |                                                        |
|  | Mochlodon                                              |
|  |                                                        |
|  | Zalmoxes                                               |
|  |                                                        |

|  | Mochlodon |
|  |           |
|  | Zalmoxes  |
|  |           |

|  | Dryomorpha    |
|  |               |
|  | Tenontosaurus |
|  |               |

|  | Rhabdodon                                              |
|  |                                                        |
|  | \| \| Mochlodon \| \| \| \| \| \| Zalmoxes \| \| \| \| |
|  |                                                        |
|  | Mochlodon                                              |
|  |                                                        |
|  | Zalmoxes                                               |
|  |                                                        |

|  | Mochlodon |
|  |           |
|  | Zalmoxes  |
|  |           |

|  | Dryomorpha    |
|  |               |
|  | Tenontosaurus |
|  |               |

|  | Rhabdodon                                              |
|  |                                                        |
|  | \| \| Mochlodon \| \| \| \| \| \| Zalmoxes \| \| \| \| |
|  |                                                        |
|  | Mochlodon                                              |
|  |                                                        |
|  | Zalmoxes                                               |
|  |                                                        |

|  | Mochlodon |
|  |           |
|  | Zalmoxes  |
|  |           |

|  | Dryomorpha    |
|  |               |
|  | Tenontosaurus |
|  |               |

|  | Rhabdodon                                              |
|  |                                                        |
|  | \| \| Mochlodon \| \| \| \| \| \| Zalmoxes \| \| \| \| |
|  |                                                        |
|  | Mochlodon                                              |
|  |                                                        |
|  | Zalmoxes                                               |
|  |                                                        |

|  | Mochlodon |
|  |           |
|  | Zalmoxes  |
|  |           |

|  | Dryomorpha    |
|  |               |
|  | Tenontosaurus |
|  |               |

|  | Rhabdodon                                              |
|  |                                                        |
|  | \| \| Mochlodon \| \| \| \| \| \| Zalmoxes \| \| \| \| |
|  |                                                        |
|  | Mochlodon                                              |
|  |                                                        |
|  | Zalmoxes                                               |
|  |                                                        |

|  | Mochlodon |
|  |           |
|  | Zalmoxes  |
|  |           |

|  | Dryomorpha    |
|  |               |
|  | Tenontosaurus |
|  |               |

|  | Rhabdodon                                              |
|  |                                                        |
|  | \| \| Mochlodon \| \| \| \| \| \| Zalmoxes \| \| \| \| |
|  |                                                        |
|  | Mochlodon                                              |
|  |                                                        |
|  | Zalmoxes                                               |
|  |                                                        |

|  | Mochlodon |
|  |           |
|  | Zalmoxes  |
|  |           |

|  | Dryomorpha    |
|  |               |
|  | Tenontosaurus |
|  |               |

|  | Rhabdodon                                              |
|  |                                                        |
|  | \| \| Mochlodon \| \| \| \| \| \| Zalmoxes \| \| \| \| |
|  |                                                        |
|  | Mochlodon                                              |
|  |                                                        |
|  | Zalmoxes                                               |
|  |                                                        |

|  | Mochlodon |
|  |           |
|  | Zalmoxes  |
|  |           |

|  | Dryomorpha    |
|  |               |
|  | Tenontosaurus |
|  |               |

|  | Rhabdodon                                              |
|  |                                                        |
|  | \| \| Mochlodon \| \| \| \| \| \| Zalmoxes \| \| \| \| |
|  |                                                        |
|  | Mochlodon                                              |
|  |                                                        |
|  | Zalmoxes                                               |
|  |                                                        |

|  | Mochlodon |
|  |           |
|  | Zalmoxes  |
|  |           |

|  | Dryomorpha    |
|  |               |
|  | Tenontosaurus |
|  |               |

|  | Rhabdodon                                              |
|  |                                                        |
|  | \| \| Mochlodon \| \| \| \| \| \| Zalmoxes \| \| \| \| |
|  |                                                        |
|  | Mochlodon                                              |
|  |                                                        |
|  | Zalmoxes                                               |
|  |                                                        |

|  | Mochlodon |
|  |           |
|  | Zalmoxes  |
|  |           |

|  | Dryomorpha    |
|  |               |
|  | Tenontosaurus |
|  |               |

|  | Rhabdodon                                              |
|  |                                                        |
|  | \| \| Mochlodon \| \| \| \| \| \| Zalmoxes \| \| \| \| |
|  |                                                        |
|  | Mochlodon                                              |
|  |                                                        |
|  | Zalmoxes                                               |
|  |                                                        |

|  | Mochlodon |
|  |           |
|  | Zalmoxes  |
|  |           |

|  | Dryomorpha    |
|  |               |
|  | Tenontosaurus |
|  |               |

|  | Rhabdodon                                              |
|  |                                                        |
|  | \| \| Mochlodon \| \| \| \| \| \| Zalmoxes \| \| \| \| |
|  |                                                        |
|  | Mochlodon                                              |
|  |                                                        |
|  | Zalmoxes                                               |
|  |                                                        |

|  | Mochlodon |
|  |           |
|  | Zalmoxes  |
|  |           |

|  | Dryomorpha    |
|  |               |
|  | Tenontosaurus |
|  |               |

|  | Rhabdodon                                              |
|  |                                                        |
|  | \| \| Mochlodon \| \| \| \| \| \| Zalmoxes \| \| \| \| |
|  |                                                        |
|  | Mochlodon                                              |
|  |                                                        |
|  | Zalmoxes                                               |
|  |                                                        |

|  | Mochlodon |
|  |           |
|  | Zalmoxes  |
|  |           |

|  | Dryomorpha    |
|  |               |
|  | Tenontosaurus |
|  |               |

|  | Rhabdodon                                              |
|  |                                                        |
|  | \| \| Mochlodon \| \| \| \| \| \| Zalmoxes \| \| \| \| |
|  |                                                        |
|  | Mochlodon                                              |
|  |                                                        |
|  | Zalmoxes                                               |
|  |                                                        |

|  | Mochlodon |
|  |           |
|  | Zalmoxes  |
|  |           |

|  | Dryomorpha    |
|  |               |
|  | Tenontosaurus |
|  |               |

|  | Rhabdodon                                              |
|  |                                                        |
|  | \| \| Mochlodon \| \| \| \| \| \| Zalmoxes \| \| \| \| |
|  |                                                        |
|  | Mochlodon                                              |
|  |                                                        |
|  | Zalmoxes                                               |
|  |                                                        |

|  | Mochlodon |
|  |           |
|  | Zalmoxes  |
|  |           |

## Storia della scoperta

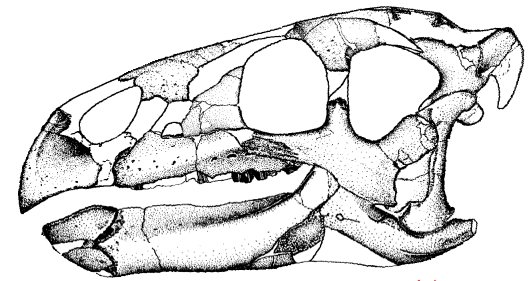
Illustrazione del cranio di Z. robustus

Lo Zalmoxes è conosciuto da numerosi fossili ritrovati in Transilvania, originariamente assegnati alla specie Mochlodon robustum dal barone Franz Nopcsa, nel 1899. Il nome della specie, robustum, derivava dalla robusta costruzione del corpo. Nel 1915, Nopcsa ribattezzò la specie come Rhabdodon robustum, modificata nel 2003 da David B. Weishampel, Coralia-Maria Jianu, Zoltan Csiki e David B. Norman. Nel 2003, Weishampel et al. pubblicò un documento sulle nuove testimonianze fossili della Romania, che fornivano le prove per stabilire che i fossili appartenessero ad una nuova specie, trovando che R. robustus fosse sufficientemente diverso da R. priscus, e quindi nominarono il nuovo genere Zalmoxes. Il genere si riferisce alla dio balcano Zalmoxis (a volte scritto appunto Zalmoxes), che secondo la leggenda viaggio per l'antica Romania e finì per essere divinizzato come un dio. Il nome specifico, shqiperorum, invece prende il nome dalla pronuncia albanese dell'Albania.

## Paleobiologia
Lo Zalmoxes era un animale piuttosto robusto rispetto ai suoi precursori e parenti più derivati, avendo una costituzione più arrotondata. La crescita ontogenetico intraspecifica è relativamente ben conosciuta in Zalmoxes, essendo stati ritrovati diversi esemplari di varie fasi ontogenetiche. Nopcsa propose che gli animali del bacino Hateg, fossero più piccoli dei loro parenti continentali, per via dell'effetto del nanismo insulare.

## Paleoecologia
Lo Zalmoxes visse nel Cretaceo superiore sull'Isola di Haţeg, dove condivideva il suo habitat con un assemblaggio eterogeneo di animali, alcuni dei quali (Zalmoxes compreso) erano affetti da nanismo insulare come Magyarosaurus, Paludititan e l'hadrosauride Telmatosaurus. Altri dinosauri endemici dell'isola era il nodosauride Struthiosaurus, e alcuni piccoli alvarezsauridi come Bradycneme, Elopteryx e Heptasteornis, e l'avialae Balaur. Il predatore dominante dell'ecosistema dell'isola era il gigantesco pterosauro azhdarchide Hatzegopteryx.

## Nella cultura di massa
Dei cuccioli di Zalmoxes compaiono nella quinta ed ultima puntata della prima stagione del documentario Il Pianeta Preistorico: corrono su un tronco per nascondersi nell’erba alta dai predatori, ma vengono sorpresi da un Hatzegopteryx che ne divora uno. Nel primo episodio della seconda stagione del suddetto programma possiamo vedere un maschio adulto di Zalmoxes che abbandona la zattera naturale su cui è rimasto bloccato per salvarsi da un Prognathodon in agguato, per poi raggiungere a nuoto una zattera più grande sulla quale incontra una femmina della propria specie.